# Obrézsa
Obrézsa, 1911 és 1918 között Bisztranyíres (románul: Obreja) falu Romániában, a Bánátban, Krassó-Szörény megyében.

## Fekvése
Karánsebestől kilenc kilométerre északkeletre, a Bisztra folyó partján fekszik.

## Nevének eredete
Neve a nyelvjárási román obrejă ('hordalékos folyópart') szóból való. 1547-ben Obrez, 1563-ban Obresye, 1566-ban Obresia, 1597-ben Alsó-Obresia, 1628-ban Obres, 1636-ban Felső-Obresia, 1829-ben Obresa és Obrexa néven említették.

## Története
Feltűnése óta román falu volt. 1603–04-ben Lódi Simon bán martalócai elpusztították. 1643-ban újonnan építettnek mondják “oláh valláson való Ecclesia”-ját. I. Rákóczi György 1651-ben lefoglalta és Karánsebes várához csatolta. Török Jakabnak 1654-ben udvarháza volt Felsőobrézsán. Birtokos családjai 1657-ben: Macskási, Gámán, Fiáth, Bobik, Bukur és Lankaviczai. Jobbágycsaládok: Beketha, Guliman, Lupul, Oprucza, Ursul, Zgerburicza, Stenegucz, Kinczagul, Rumenul, Inassul, Mihucz, Paskote és Grozan. 1783-ban csatolták a Bánáti Határőrvidék ohábai századához. 1783 és 1804 között költözött mai helyére a Bisztra jobb partjáról. A Határőrvidék feloszlatása után Szörény, majd 1880-tól Krassó-Szörény vármegyéhez tartozott.
1880-ban 1688 lakosából 1612 volt román anyanyelvű és 1676 ortodox vallású.
2002-ben 1770 lakosából 1722 volt román, 25 cigány és 14 magyar nemzetiségű; 1404 ortodox, 199 baptista, 83 pünkösdista, 61 adventista és 17 római katolikus vallású.

## Híres emberek
- Itt járt Petőfi Sándor 1849. április 17-én.
- Itt született 1844-ben Moise Groza tábornok.
- Itt született 1930-ban Achim Nica népdalénekes.
- Itt született 1950-ben Ilie Sârbu politikus, földművelésügyi miniszter, a Szenátus elnöke.

## Látnivalók
- Szent Apostolok ortodox temploma 1832-ben épült.